# Scare Force One
Scare Force One är det studioalbumet av finska hårdrocksbandet Lordi, som släpptes den 31 oktober 2014. Albumet är producerat av Mikko Karmila.

## Låtförteckning
1. SCG7: Arm Your Doors and Cross Check – 1.35
2. Scare Force One – 4.58
3. How To Slice a Whore – 2.47
4. Hell Sent In the Clowns – 4.20
5. House of Ghosts – 4.12
6. Monster Is My Name – 3.34
7. Cadaver Lover – 3.51
8. Amen's Lament to Ra II – 1.10
9. Nailed by the Hammer of Frankenstein – 3.20
10. The United Rocking Dead – 5.46
11. She's a Demon – 5.37
12. Hella's Kitchen – 1.10
13. Sir, Mr. Presideath, Sir! (+ETA) – 5.44

Bonus:
1. I'm So Excited – 4.20

## Albumets singlar
- Nailed by the Hammer of Frankenstein